# 蕭昭秀
蕭 昭秀（しょう しょうしゅう、永明元年（483年）- 永泰元年1月25日（498年3月3日））は、南朝斉の皇族。巴陵王。文恵太子蕭長懋の三男。字は懐尚。

## 経歴
蕭長懋と陳氏のあいだの子として生まれた。永明年間、曲江公に封じられた。永明10年（492年）、寧朔将軍・済陽郡太守となった。永明11年（493年）、兄の蕭昭業が即位すると、臨海郡王に封じられた。隆昌元年（494年）1月、使持節・都督荊雍益寧梁南北秦七州諸軍事・西中郎将・荊州刺史に任じられた。同年（延興元年）8月、建康に召還されて車騎将軍の号を受け、京師の防衛にあたった。
建武2年（495年）9月、巴陵王に改封された。
永泰元年正月丁未（498年3月3日）、殺害された。享年は16。

## 伝記資料
- 『南斉書』巻50 列伝第31
- 『南史』巻44 列伝第34